# إريس كانتور
إريس كانتور (بالإنجليزية: Iris Cantor)‏ هي عارضة أمريكية، ولدت في 1931 في بروكلين في الولايات المتحدة.

## وصلات خارجية
- إريس كانتور على موقع IMDb (الإنجليزية)